# We Are (canción de Hollywood Undead)
«We Are» es el primer sencillo oficial de Hollywood Undead del tercer álbum llamado Notes from the Underground y se dará a conocer como la quinta pista en el álbum.

## Composición y letra
La canción es cantada por varios miembros de la banda, Danny cantando el estribillo, Johnny 3 Tears rap el primer verso y J-Dog rapeando el segundo verso, y el verso final se gritó por toda la banda. La canción se pone a menudo al lado de los Swan Songs Young por los fanes, ya que tiene vibraciones similares y es significado a la canción.
La letra de la canción donde inspirado por la juventud de Estados Unidos citado por Johnny 3 Tears, ya que sigue "... me siento empatía por completo en lo que los niños van a tener que pasar por causa no parece que están recibiendo cualquier mejora. de hecho, parece todo lo contrario. Es bastante repugnante a veces, el hombre. "con una entrevista con Loudwire.

## Video musical
El vídeo musical oficial fue puesto en libertad el 10 de diciembre, que fue dirigido por 'Clown' Shawn Crahan, percusionista de Slipknot. El video musical cuenta con varias escenas diferentes que suceden, como Da Kurlzz aisladas en una zona vallada siendo ignorado por las multitudes caminando por, Funny Man robar una tienda de licores, Danny destrozar televisores en frente de una chica joven y asustado, Johnny 3 Tears alineando lo que parece ser cocaína en la frase "We Built de partes rotas" y la escena Charlie estableciendo un hombre de traje en llamas. Crohan se aseguró de añadir tantas cosas diferentes en el video que lo mantenga visualmente interesante, y como él mismo explica en el 'Behing the Scenes "de vídeo, y también mencionó que el video fue filmado en California en lo que Danny describe" ... el lugar más frecuentado en California ... ", que más tarde se reveló en una entrevista con Charlie Escena de 'Linda Hospital Vista' bloody-disgusting.com.

### Nuevas máscaras
Este video musical fue también el primer video de la banda para incluir las últimas máscaras -
- J-dog: Una máscara blanca con dos filtros de la máscara de gas en las mejillas con un símbolo del dólar y su rojo resplandor de los ojos y los dioses All Seeing Eye en la frente.
- Johnny 3 Tears: El lado izquierdo de su máscara consiste en el número 3 y su derecho se compone de mariposas con un fondo azul como antes, pero esta máscara tiene un diseño de mosaico añadido.
- Charlie Scene: Dark pañuelo gris mate con specticles negros, igual que antes.
- Funny Man: Una máscara de paño negro con plata esbozando, como un Lucha Libre máscara, en la mejilla derecha, 3 puntos en su frente son sus iniciales FM.
- Da Kurlzz: más amenazante, la izquierda es todo triste, mientras que se conserva se quemó mal rojas.
- Danny: Máscara parece más metal plateado, y la cruz latina en el ojo ha sido sustituido por las balas.

## Puesto
| Listas (2012)                     | Posiciones |
| --------------------------------- | ---------- |
| US Rock Songs (Billboard)         | 33         |
| US Rock Digital Songs (Billboard) | 17         |

- Datos: Q2684759